# Caroline Boussart
Caroline Boussart, född 1808, död 1891, var en belgisk redaktör. Hon grundade tidskriften Journal de Brugge, som hon drev från 1837 till 1891. Hon betraktas som en viktig gestalt inom den belgiska mediehistorien, och en pionjär för hennes köns deltagande i den.